# Herman A. G. Brijder
Herman A. G. Brijder, vollständig Hermanus Andreas Gerardus Brijder, (* 21. Januar 1945 in Amsterdam) ist ein niederländischer Klassischer Archäologe.

## Leben
Herman Brijder studierte Klassische Archäologie an der Universität Amsterdam und wurde dort 1982 bei Jaap M. Hemelrijk promoviert. Von 1986 bis zu seinem Ruhestand 2006 war er Professor für Klassische Archäologie an der Universität Amsterdam und gleichzeitig Direktor des Allard Pierson Museums.

## Veröffentlichungen (Auswahl)
- Siana cups. Band 1: Siana cups I and Komast cups (= Allard-Pierson Series. Studies in Ancient Civilization Bd. 4). Allard Pierson Museum, Amsterdam 1983.
- Siana cups. Band 2: The Heidelberg painter (= Allard-Pierson Series. Studies in Ancient Civilization Bd. 8) Allard Pierson Museum, Amsterdam 1991, ISBN 90-71211-20-7.
- Siana cups. Band 3: The Red-Black Painter, Griffin-Bird Painter and Siana cups resembling lip-cups (= Allard-Pierson Series. Studies in Ancient Civilization Bd. 13). Allard Pierson Museum, Amsterdam 2000, ISBN 90-71211-34-7.
- (Hrsg.): Nemrud Dağı: Recent Archaeological Research and Conservation Activities in the Tomb Sanctuary on Mount Nemrud. Walter de Gruyter, Boston/Berlin 2014, ISBN 978-1-61451-713-9.